# Beliones
Beliones o Bullones (en árabe: بليونش‎, en lenguas bereberes: ⴱⵍⵢⵓⵏⴰⵛ, en francés: Belyounech) es una población costera de unos 2000 habitantes, y municipio rural en el estrecho de Gibraltar, junto a la frontera de Ceuta, que cuenta con cerca de 5500 habitantes en la prefectura de Rincón-Castillejos en la región de Tánger-Tetuán-Alhucemas, situado en el norte de Marruecos.

## Ubicación
Beliones se sitúa a las faldas del monte de la Mujer Muerta, o de Jebel Musa, en la costa mediterránea, en la bahía de Benzú a unos 5 km al oeste del enclave español de Ceuta. Está delimitada por la punta de Benzú al este, en Ceuta y la punta Leona al oeste. Está a una altitud de alrededor de 5 a 70 m sobre el nivel del mar. El clima es templado y suave durante todo el año, y las lluvias son regulares principalmente en invierno.

## Economía
Durante siglos, los habitantes del pueblo vivieron de la pesca y un poco de agricultura y de la ganadería. Desde la década de 1970, Beliones es popular entre los habitantes de Ceuta como lugar de vacaciones y de playa. Asimismo, el contrabando de bienes de todo tipo también juega un papel importante.

## Historia
Entre el 978 y el 1002, el visir del Califato de Córdoba, Almanzor, mandó construir una residencia en Beliones en el siglo X. En el siglo XII, pasó a ser un lugar popular para los residentes de la entonces ciudad musulmana de Ceuta. El geógrafo al-Idrisi (ca. 1100-1166) lo describe como un lugar casi celestial donde existen toda clase de frutos e incluso florece la caña de azúcar. De 1912 a 1956, Beliones formó parte del protectorado español de Marruecos, lo que hizo que familias españolas de la península y Ceuta se asentaran en la localidad. De esta época quedan los restos de la ballenera industrial ceutí fundada el 24 de junio de 1947, y que es considerada, pese a su mal estado, patrimonio histórico industrial y cultural.